# فرگوسن ۱۷۴۵
سیارک ۱۷۴۵ (به انگلیسی: 1745 Ferguson، نامگذاری:1941SY1) هزار و هفتصد و چهل و پنجمین سیارک کشف شده‌است که در ۱۷ سپتامبر ۱۹۴۱ و در واشنگتن کشف شد.
قدر مطلق سیارک برابر ۱۲٫۰۰ است.